# Русско-казанская война (1521—1524)
Русско-казанская война 1521—1524 годов началась после захвата крымским царевичем Сахиб Гераем казанского престола и изгнания из Казани московского ставленника Шах-Али (1519—1521).

## Переворот в Казани
Казанские огланы и мурзы, недовольные правлением Шах-Али (Шигалея), неоднократно отправляли посольства в Крым к хану Мехмед Гераю, прося его отправить к ним на ханство одного из своих младших братьев. Московский ставленник Шах-Али не пользовался популярностью среди знати и простого населения. Имперский посланник Сигизмунд Герберштейн писал, что Шах-Али пробыл недолгое время на ханском престоле в Казани, «встречая в своих подданных сильную ненависть и отвращение к себе». Хан был очень тучным, с редкой бородой и почти женским лицом. Вскоре в Казани возник заговор знати, во главе которого стоял оглан Сиди. Казанские мурзы считали законным наследником казанского престола крымского царевича Сахиб Герая, сводного брата прежних ханов Мухаммед-Эмина и Абдул-Латифа. Оглан Сиди во главе посольства прибыл в Крым и передал царевичу Сахиб Гераю приглашение занять казанский трон, выступив против Шах-Али и русских. Крымский хан Мехмед Герай согласился на отправку своего брата Сахиб Герая в Казань.
В апреле 1521 года крымский царевич Сахиб Герай с небольшим отрядом татар (300 человек) прибыл к Казани. В столице ханства вспыхнуло восстание, подготовленное «князями коромольниками». Небольшой русский отряд, стоявший в Казани, был перебит. Русский посол Василий Поджогин и русские купцы были ограблены и арестованы. Сахиб Герай вступил в Казань и занял ханский престол. Прежний хан Шах-Али с гаремом и небольшим количеством слуг был изгнан и бежал в русские земли. В мае 1521 года Шах-Али прибыл в Москву, где великий князь Василий III Иванович устроил ему торжественную встречу.
Новый казанский хан Сахиб Герай (1521—1524), утвердившись на ханском престоле, объявил войну Русскому государству. Он договорился о совместном походе на Русь со своим старшим братом и союзником, крымским ханом Мехмед Гераем.
В июле-августе 1521 года состоялся большой татарский поход на Русское государство. Крымский хан Мехмед Герай во главе большой орды вторгся с юга в русские владения. Казанский хан Сахиб Герай со своим войском напал на восточные русские земли, разорил Нижний Новгород и окрестности Владимира. Под Коломной крымский и казанский ханы соединили свои войска для совместного наступления на Москву. При приближении татар великий князь Василий III уехал из столицы в Волоколамск. 1 августа крымский и казанский ханы появились в окрестностях русской столицы. Татары опустошили и разорили столичные предместья, захватив большое количество пленников.
В конце августа 1521 года казанские князья Сеит, Булат и Кучелей разорили окрестности Нижнего Новгорода, «и взяли полону множество, а иных иссекли». Сам казанский хан Сахиб Герай с главными силами напал на муромские и мещерские места. Отдельные отряды казанских татар проникали далеко на север, до бассейна реки Сухоны. «Приходили татары в Жегово и в Нойсу и Шартаново, и на Тотьму, и до Сухоны доходили. Во единой волости Тотьме в полон взяли и иссекли шесть с половиной тысяч христиан».
Осенью 1522 года казанский хан Сахиб Герай организовал новые набеги на восточные русские земли. В сентябре отряды татар и луговых черемисов совершили набеги на Галицкую землю.
В 1522 году «сентября в 15 день, приходили татары и черемисы в Галицкие волости, попленили их много, а людей посекли, и заставу великого князя в Парфеньеве разогнали, а воевод посекли, а иных в полон повели». Затем «того же месяца в 28 день, ударили татары на Унжу безвестно, на монастырь, и церковь Николы чудотворца пожгли, и людей в полон повели, а иных иссекли. И воевода галицкий Андрей Пиялов пошёл за ними в погоню с галичскими детьми боярскими».

## Казанский поход 1523 года
Весной 1523 года казанский хан Сахиб Герай приказал казнить арестованного русского посла Василия Юрьевича Поджогина и всех пленных русских купцов.
Весной того же года Сахиб Герай лишился поддержки Крымского ханства. Крымский хан Мехмед Герай в союзе с ногайскими мурзами предпринял успешный поход на Хаджи-Тархан (Астрахань). Астраханский хан Хусейн был изгнан из своей столицы, которая без сопротивления сдалась крымскому хану. Мехмед Герай провозгласил новым ханом в Астрахани своего старшего сына, калгу Бахадыр Герая, чем вызвал недовольство ногайских мурз. Мехмед Герай распустил большую часть крымского войска, а сам с небольшой свитой расположился лагерем под Астраханью. Ногайские мурзы Агиш и Мамай со своими воинами внезапно напали на ставку крымского хана, умертвив Мехмед Герая и его старшего сына. Затем ногайские мурзы с большим войском опустошили крымские улусы. Вскоре в самом Крымском ханстве вспыхнула междоусобная борьба за власть.
Летом 1523 года великий князь Василий III организовал большой военный поход на Казанское ханство. В августе в Нижнем Новгороде была собрана большая русская рать. Туда прибыл сам великий князь, который разделил свои силы и вначале отправил под Казань небольшое войско под предводительством прежнего хана Шах-Али.
Василий Татищев в своём труде «История Российская» пишет:

 «Тоя же же весны Сап-Гирей в Казани много зла христианству навел и кровь пролил, яко воду, и посланника великаго князя Василья Юрьевича Поджегина убил. Князь же великий Василий жалел о том вельми, и пошел с братьями своими на втораго мучителя казанскаго хана, и достизает Новаграда Нижняго августа в 23 день; а вотпустил под Казань хана Шигалея в судовой рати по Волге, а с ним воевод своих, такоже и Полем конную со многими людьми, и велел пленити Казанские места. Тогда же поставити на устье реки Суры град древян и нарече его Василь град. Они же шедше и на устье реке поставиша град, нарекше Василь во имя великаго князя, и пошедше в долиях на Низ. И великаго князя воеводы Казанские места плениша, и возвратишася здравы, мног плен с собою приведше».
.
Во главе большого полка судовой рати были воеводы боярин князь Василий Васильевич Немой Шуйский и боярин Михаил Юрьевич Захарьин-Юрьев. Передовым полком командовали князь Семён Фёдорович Курбский и окольничий Михаил Андреевич Плещеев.
Во главе большого полка конной рати находились воеводы боярин князья Иван Иванович Горбатый и Иван Васильевич Немой Телепнев-Оболенский, в передовом полку были — боярин Фёдор Юрьевич Щука Кутузов и окольничий Иван Васильевич Ляцкий, в полку правой руки — князь Александр Иванович Стригин-Оболенский, в полку левой руки — князь Пётр Иванович Репнин-Оболенский, во главе сторожевого полка стояли Василий Андреевич Шереметев и князь Иван Михайлович Шамин-Ярославский. «Нарядом» (артиллерией) командовали Григорий Собакин, Якуб Ивашинцов, Михаил Зверь, Степан Собакин и Исаак Шенгурский.
В сентябре 1523 года русские войска перешли пограничную реку Суру и вторглись на территорию Казанского ханства. Судовая рать, при котором находился Шах-Али, разорила татарские сёла по обеим берегам Волги, дошла до предместий Казани, а затем, исполняя приказ великого князя, сразу повернула обратно. Конное войско дошло до реки Свияга и разбило в битве на Итяковом поле казанское войско. Татары не выдержали удара русской конницы и бежали, многие из них утонули в реке.
1 сентября 1523 года русское командование начало строительство русской крепости на правом, казанском берегу Суры, в месте впадения её в Волгу. Русские воеводы привели к присяге Василию III местное население — марийцев, мордву и чувашей. Новая русская крепость была названа именем правящего великого князя — Василь-городом (ныне Васильсурск). В построенной крепости был оставлен сильный гарнизон.
17 октября 1523 года казанский хан Сахиб Герай совершил новый большой набег на приграничную Галицкую землю. Казанские татары осадили город Галич. После неудачного приступа казанские татары и подвластные им марийцы отступили назад, захватив многих пленных и разорив окрестные селения. Казанский хан, опасаясь ответного удара со стороны Москвы, отправил гонца к своему брату, крымскому хану Саадет Гераю, прося его прислать в Казань пушки, пищали и янычар. Однако Саадет Герай (1524—1532), занятый борьбой за власть со своим племянником Ислям Гераем, отказался помогать Сахиб Гераю. Тогда казанский хан отправил своё посольство в Константинополь, признавая себя вассалом Османской империи.

## Казанский поход 1524 года
Поздней весной 1524 года великий князь Василий Иванович осуществил большой поход на Казанское ханство. Формально во главе русской армии находился бывший казанский хан Шах-Али (Шигалей). Но фактическим военными действиями руководили воеводы князь Иван Фёдорович Бельский, князь Михаил Васильевич Горбатый-Шуйский и Михаил Юрьевич Захарьин, которые возглавляли большой полк судовой рати и командовали всем войском.
В передовом полку были воеводы князь Семён Фёдорович Курбский и окольничий Иван Васильевич Ляцкий, в полку правой руки — князья Семён Дмитриевич Серебряный-Оболенский и Пётр Фёдорович Охлябинин, в полку левой руки — князья Юрий Васильевич Ушатый и Иван Михайлович Шамин, в сторожевом полку — князья Михаил Иванович Кубенский и Василий Васильевич Ушатый.
Самостоятельно от судовой рати действовала конная рать под предводительством воевод Ивана Васильевича Хабара Симского и Михаила Семёновича Воронцова. Во главе передвого полка стояли воеводы Василий Андреевич Шереметев и Фёдор Семёнович Колычёв, в полку правой руки — князь Пётр Иванович Репнин и Дмитрий Григорьевич Копос Бутулин, в полку левой руки — князья Иван Фёдорович Овчина-Телепнев-Оболенский и Андрей Александрович Меньшой Кропоткин, в сторожевом полку — Иван Васильевич Лошак Колычёв и князь Иван Михайлович Чулок Засекин. Вместе с ними в поход на Казань должны были идти особо доверенные лица великого князя Иван Юрьевич Шигона Поджогин — имевший чин «сына боярского», брат убитого в Казани посла Василия Поджогина, и дьяк Афанасий Курицын.
8 мая 1524 года судовая рать отплыла в поход на Казань а 15 мая выступила конная рать. Международная ситуация складывалась благоприятно для задуманного нападения на Казань. В это время большое польско-литовское войско вторглось в крымские улусы и разорило крепость Очаков. Казанский хан Сахиб Герай, получив информацию о вторжении двух русских войск, бежал из своей столицы в Крым, откуда планировал пробраться в Константинополь, чтобы просить помощи у султана. Вместо себя Сахиб Герай оставил в Казани своего 13-летнего племянника Сафа Герая, которого казанские мурзы под руководством Булата Ширина возвели на ханский престол. Крымский хан Саадет Герай приказал арестовать своего младшего брата Сахиб Герая, бежавшего перед врагом.

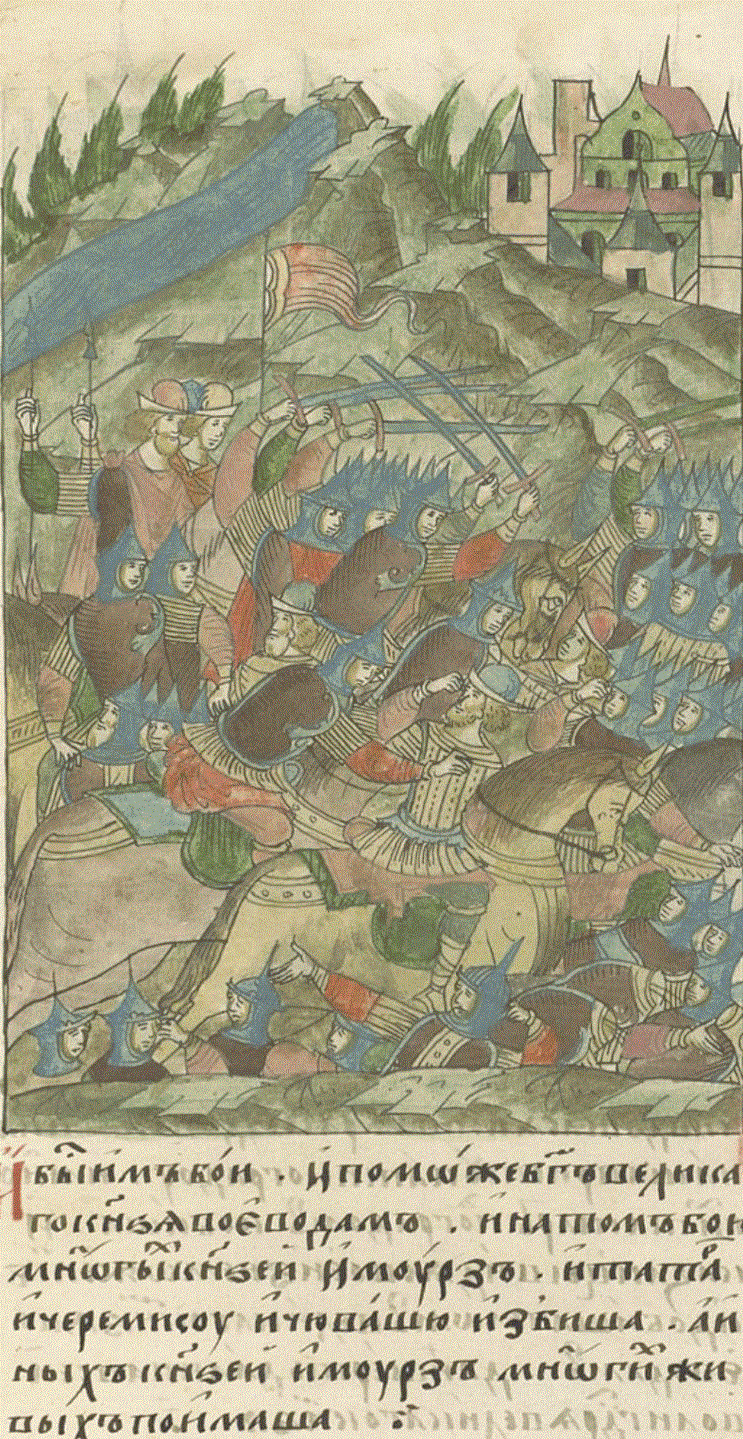
Победа русских над казанцами

24 августа 1524 года конная русская рать под командованием воевод Ивана Хабара Симского и Михаила Воронцова в битве на Итяковом поле разгромила казанское войско. В сражении русские ратники «многых князей, и мурз, и татар, и черемису, и чювашу избиша, а иных князей и мурз многых живых поимаша».
3 июля 1524 года судовая рать под предводительством воевод Ивана Фёдоровича Бельского, Михаила Васильевича Горбатого и Михаила Юрьевича Захарьина высадилась на берег перед Казанью. Полки «стали на Цареву лугу обострожився» и стали ждать прибытия конной рати, чтобы начать осаду. 19 июля казанские татары, опасавшиеся соединения двух войск, напали на русское войско, укрепившееся в остроге. Казанцы были отбиты, но продолжали блокировать русских воинов в их лагере, совершая новые атаки. Вскоре в русской рати князя Ивана Бельского стали заканчиваться припасы. На помощь им из Нижнего Новгорода выступила вторая судовая рать под командованием князя Ивана Фёдоровича Палецкого, который имел под своим началом 90 речных кораблей. Узнав о приближении русских судов, черемисы подготовили засаду. Был перебит конный отряд (500 человек), который сопровождал по берегу судовую рать. Затем ночью черемисы напали на речную флотилию князя Ивана Палецкого. К утро уже подоспели татарские пехотинцы и 12 боевых кораблей под командованием Камал-Гали с численностью до 540 воинов на борту. С леса пришли подмоги из 250 легкой конницы марийцев и более 500 миндярских пехотинцев.
За 4 часа сражения было потоплено более 40 русских кораблей и повреждено 15. К вечеру от русского флота осталось 30 кораблей с серьёзными повреждениями и ранеными на борту.
Русский речной флот был разбит. Лишь немногие корабли смогли добраться до лагеря Шах-Али и главного воеводы князя Ивана Бельского под Казанью. Потери свыше 2,700 человек убитыми и взятыми в плен. Вскоре под Казань прибыла конная рать под руководством воевод Ивана Хабара Симского и Михаила Воронцова.
15 августа русские войска соединились и начали осаду Казани. Однако заметных успехов воеводам добиться не удалось. Казанские отряды, оставшиеся вне города, совершали частые и внезапные нападения на русские позиции. Русская армия находилась в постоянной готовности к отражению новых татарских атак. Вскоре, русские воеводы начали переговоры с татарами, соглашаясь снять осаду в обмен на дань и обещание прислать казанское посольство в Москву для заключения мира. Русские полки сняли осаду с Казани и отступили.
В ноябре 1524 года в Москву прибыло казанское посольство под руководством Аппай-улана и князя Бахты-Кията. После переговоров обе стороны заключили договор, единственным условием которого стал перевод на русскую территорию Казанской ярмарки, проводившейся ежегодно 24 июля.

Тоя же осени пришед послы из Казани Аппай улан, и Бахты-Килдей князь, и протчии и биша челом великому князю от всея земли Казанской за свою вину и о хане Сафа-Киреи. И государь по их челобитью пожаловал, а в Казань послал своего посла князя Василия Даниловича Пенкова да дьяка Афанасия Фёдоровича сына Курицына.
— Василий Татищев, «История Российская»
.